# Scuola superiore della pubblica amministrazione locale
La scuola superiore della pubblica amministrazione locale (in acronimo SSPAL) è un ente della pubblica amministrazione italiana deputata al reclutamento e formazione del segretario comunale.

## Storia
Venne istituita, nell'ambito della riforma Bassanini  in base all'articolo 17, comma 77, della legge 15 maggio 1997, n. 127 mentre il funzionamento venne disciplinato dal DPR 20 ottobre 1998, n. 396. Con l'emanazione del TUEL nel 2000, venne raccolta la disciplina in tale organo, demandando la disciplina del funzionamento della Scuola a regolamento; emanato col D.P.R. 28 gennaio 2008, n. 27.

## Struttura e funzioni
A livello territoriale, è articolata territorialmente in 11 scuole regionali ed interregionali - dette agenzie - istituite con provvedimento del Consiglio d'amministrazione di tale ente, per la gestione dell'albo dei segretari comunali e provinciali, di cui la costituisce una istituzione.
Le finalità e i compiti istituzionali della SSPAL sono:
- la formazione permanente, l'aggiornamento professionale ed il perfezionamento dei Segretari comunali e provinciali e dei dirigenti della pubblica amministrazione locale;
- l'elaborazione di studi e ricerche, con particolare riferimento alle tematiche relative agli enti locali.